# Сиротенко Олександр Іванович
Олекса́ндр Іванович Сироте́нко  (нар. 22 червня 1897, Ворожба — пом. 16 жовтня 1975, Київ) — український радянський живописець і педагог; член Асоціації художників Червоної України у 1928—1929 роках, Українського мистецького об'єднання у 1929—1931 роках та Спілки художників України з 1932 року. Батько художниці Надії Сиротенко.

## Біографія
Народився 10 [22] червня 1897 року в селі Ворожбі (тепер місто Сумського району Сумської області, Україна). Дитинство та юність провів у Конотопі, де жив батьківський рід художника. В тому часі малюванню навчався у Олександра Гофмана.
У 1913 році вступив до Київського художнього училища, яке закінчив у 1918 році. Його викладачами були Іван Селезньов, Георгій Крушевський, Микола Струнников, Григорій Дядченко, Фотій Красицький. У 1921—1927 роках навчався в Київському художньому інституті (учень Федора Кричевського).

Надгробок.

З 1931 року — аспірант Харківського поліграфічного інституту, з 1932 року — асистент Харківського художнього інституту. З 1934 року працював викладачем Київського художнього інституту.
У 1941—1942 роках брав участь в бойових діях на фронтах німецько-радянської війни. З 1942 по 1944 рік викладав студентам Українського відділення при Московсковсом художньому інституті в евакуації в місті Самарканді. Після війни повернувся до Києва, до роботи в Київському художньому інституті, де в 1947 році отримав звання професора. Член ВКП(б) з 1949 року.
Викладав до 1969 року. Серед його учнів були живописці Олександр Лопухов, Вадим Одайник, Тетяна Голембієвська, Віктор Рижих, Василь Гурін та багато інших. За педагогічну діяльність нагороджений орденом «Знак пошани» та медаллю «За трудову відзнаку».
Жив у Києві в будинку на вулиці Пушкінській, № 9, квартира № 28. Помер у Києві 16 жовтня 1975 року. Похований в Києві на Байковому кладовищі.

## Творчість
Працював у галузі станкового живопису, виконував плакати. Серед робіт:
- «Відпочинок» (1927);
- «Родина робітника» (1929);
- «Шахтар» (1929);
- кіноплакат «Ланка енергетики» (1930);
- плакат «Силосування корму» (початок 1930-х);
- плакат «Наша школа…» (початок 1930-х);
- «Устим Кармелюк» (1938);
- «На просторі» (1939);
- «Оборона „Арсеналу“ в 1918 році» (1940);
- «В. І. Ленін у Кремлівському кабінеті» (1947),
- «Поле» (1949);
- «Біля могили Т. Шевченка» (1960);
- «Над Дніпром» (1970).

Брав участь у всеукраїнських виставках з 1927 року. Персональна відбулася у Харкові у 1933 році.
Картини художника зберігаються у Національному художньому музеї України, Національному музеї «Київська картинна галерея», Чернігівському обласному художньому музеї ім. Г. Галагана, Донецькому обласному художньому музеї, Сумському обласному художньому музеї ім. Н. Онацького, Конотопському міському краєзнавчому музеї ім. О. Лазаревського та ін.